# Cacostola zanoa
Cacostola zanoa là một loài bọ cánh cứng trong họ Cerambycidae.